# Мамедъярова, Тюркан Гамид кызы
Тюркан Гамид кызы Мамедъярова (азерб. Məmmədyarova Türkan Həmid qızı, род. 7 августа 1989, Сумгаит, Азербайджанская ССР) — азербайджанская шахматистка, гроссмейстер среди женщин (2007).

## Биография
Тюркан Мамедъярова родилась 7 августа 1989 года в Сумгаите. Окончила сумгаитскую среднюю школу № 23. Известна в мире шахмат как представительница семьи Мамедъяровых. Её брат Шахрияр и сестра Зейнаб также являются шахматистами. Все они были чемпионами Азербайджана в различный период. Их тренером является их отец Гамид Мамедъяров.
С 2007 года имеет звание гроссмейстера среди женщин.
В 2013 году представляла Азербайджан на XXVII Всемирной Летней Универсиаде в Казани.

## Рейтинг
На март 2011 года Мамедъярова имеет рейтинг 2322 и занимает 154-е место в рейтинг-листе активных — шахматисток ФИДЕ. В европейском рейтинг-листе активных шахматисток занимает 109-е место, в национальном рейтинге среди женщин на 2 месте.

## Достижения
- 2002 — чемпионка Европы среди девушек до 14 лет. Баку, Азербайджан.
- 2003 — серебряный призёр чемпионата мира среди девушек до 14 лет. Халкида, Греция.
- 2007 — серебряный призёр чемпионата Азербайджана среди женщин[1].

## Изменения рейтинга
| Графики недоступны из-за технических проблем. См. информацию на Фабрикаторе и на mediawiki.org. |